# Bandiera rossa

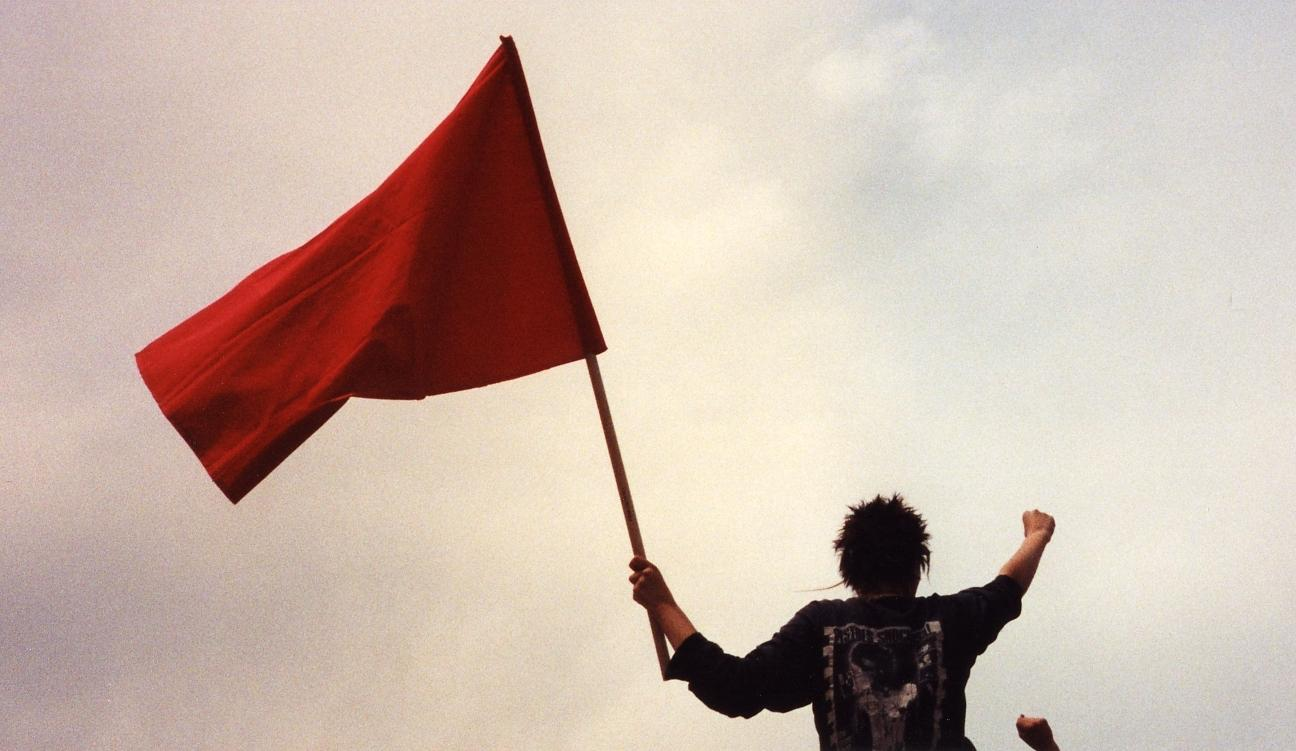
L'uso della bandiera rossa è tradizionalmente associato alla simbologia di movimenti di sinistra.

La bandiera rossa è un simbolo politico.
Oggigiorno, viene associata soprattutto alla sinistra rivoluzionaria, tra cui il socialismo, il comunismo, le tradizioni socialdemocratiche e sindacali (essendo stata una bandiera usata da partiti come il Partito Laburista nel Regno Unito, la Sezione Francese dell'Internazionale Operaia, e altri gruppi socialisti e socialdemocratici in tutto il mondo). Il Partito Laburista inglese l'ha utilizzata fino al 1980, ed è divenuta la fonte d'ispirazione per la canzone di protesta socialista The Red Flag. La bandiera rossa forma tra l'altro lo sfondo della bandiera della Repubblica Popolare Cinese e della bandiera dell'Unione Sovietica.

## Storia

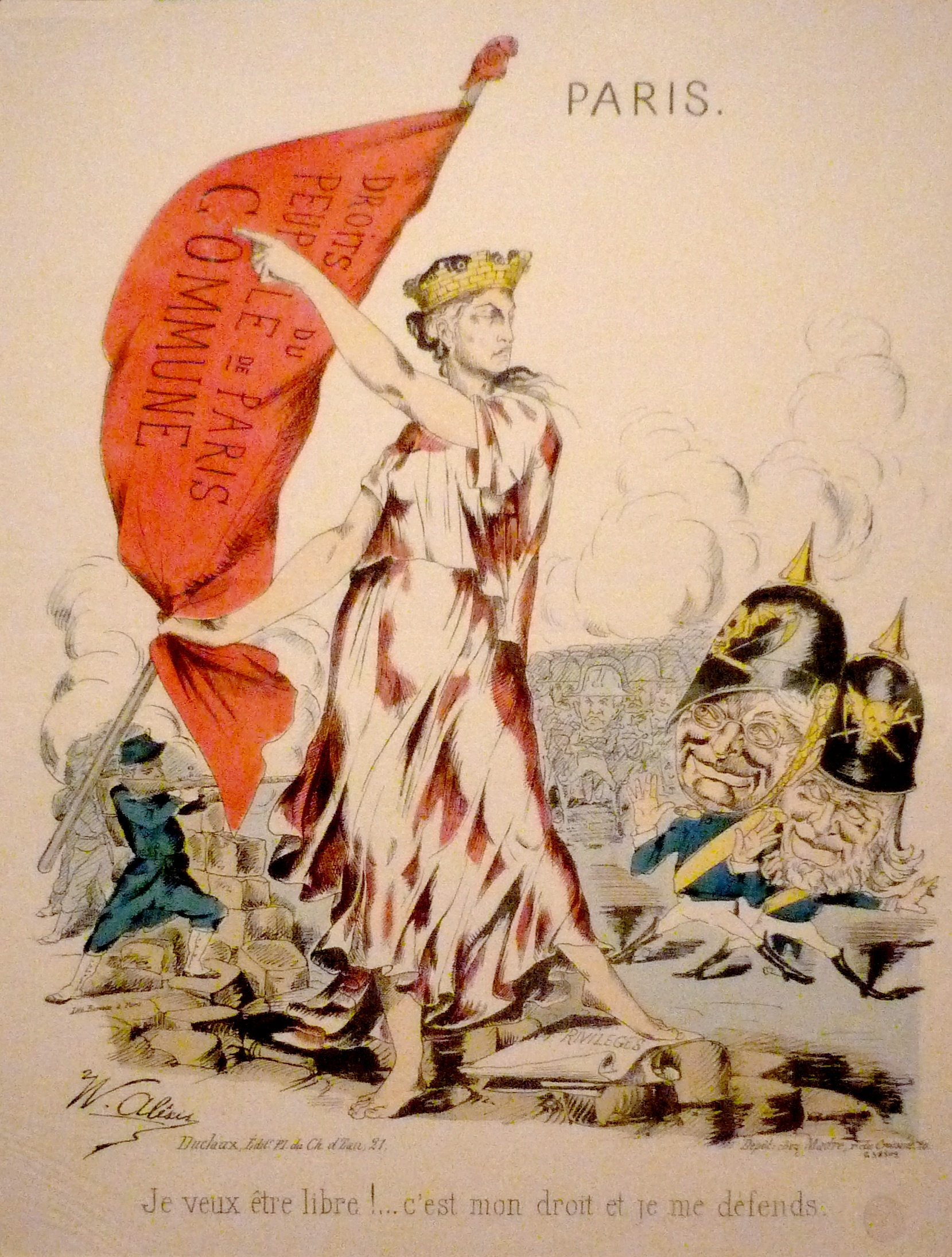
Litografia che ritrae la Comune di Parigi personificata con in mano la bandiera rossa

Il colore rosso è uno dei più vistosi per l'occhio umano, ed è tipicamente associato al sangue; in quanto tale viene utilizzato spesso per indicare pericolo o emergenza (tale è il suo uso nella segnalazione balneare, in cui indica balneazione vietata a causa di condizioni avverse o in ambito medico, in cui corrisponde alla segnalazione di un'emergenza con immediato pericolo di vita per il soggetto ferito).
Fin dall'età romana e passando per il Medioevo la bandiera rossa fu utilizzata nella sua associazione col colore del sangue, e l'uso di tale colore aveva quindi il senso di intimorire il nemico e di simboleggiare nessuna pietà per lo stesso. Questo significato restò in uso fino al XVII secolo, quando la bandiera venne adottata anche dai pirati. Le navi pirata issavano inizialmente la Jolly Roger per intimidire i nemici. Se le loro vittime sceglievano di combattere invece che subire l'abbordaggio, i pirati issavano la bandiera rossa per indicare che una volta catturata la nave nessuno sarebbe stato risparmiato.
Successivamente venne a simboleggiare un messaggio meno sanguinario, e indicava semplicemente la disponibilità a battersi. Dall'inizio del XVII secolo la bandiera rossa divenne nota come "bandiera di sfida". Veniva issata sulle città e i castelli sotto assedio, per indicare che non ci sarebbe stata resa.
La bandiera rossa mantenne questo significato prevalentemente tecnico anche, durante la Rivoluzione francese, con la legge del 20 ottobre 1789, ad esempio, l'Assemblea Nazionale Costituente l'adottò per comunicare la proclamazione della legge marziale. Nel 1791 le bandiere rosse furono issate nuovamente a Parigi, per decretare lo stato d'emergenza a seguito di un raduno presso il Campo di Marte in cui il popolo chiedeva la rimozione dalla carica di Re Luigi XVI. L'episodio finì con il massacro di oltre cinquanta manifestanti, dispersi dalla polizia, consolidando il legame fra il vessillo rosso e la repressione del regime centrale. Nel 1792 la bandiera rossa venne nuovamente fatta propria dal popolo nella rivolta del 10 agosto, per ribaltarne il significato da simbolo del potere dello stato a simbolo della rivolta delle classi inferiori contro l'autorità.
Nel 1797, quando i marinai della Royal Navy si ammutinarono sul Nore alla foce del Tamigi, issarono la bandiera rossa su diverse delle loro navi, come simbolo della lotta contro il potere reale.

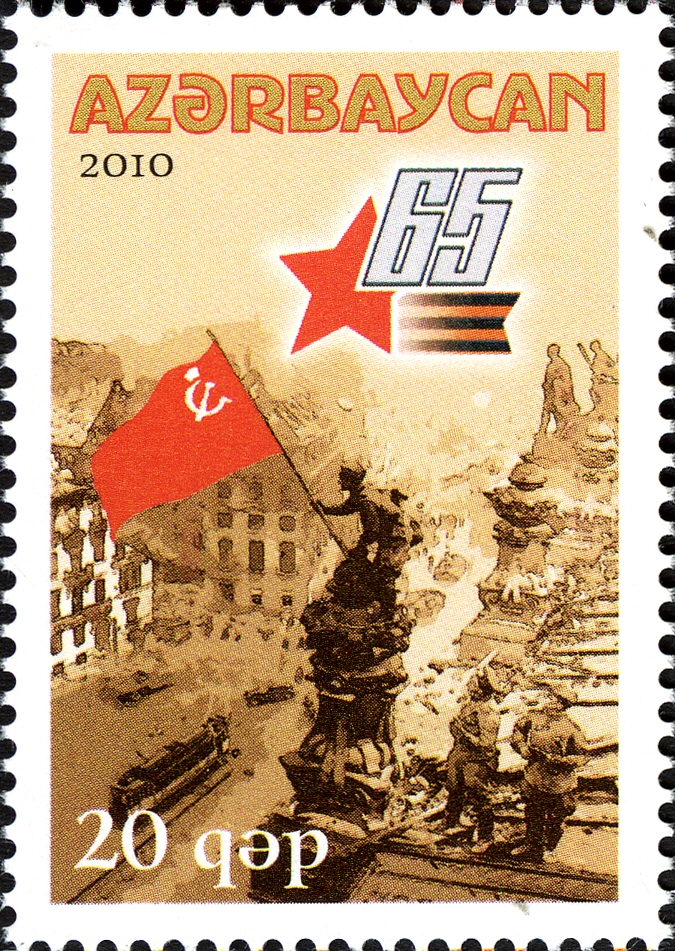
Francobollo commemorativo dell'Azerbaijan per i 65 anni dalla vittoria sovietica nella battaglia di Berlino

La bandiera rossa si consolidò ulteriormente nell'attuale significato politico nel 1831 in Galles a Merthyr Tydfil, dove divenne il simbolo dei sanguinosissimi scontri tra i minatori e la polizia privata pagata dai proprietari delle miniere.. I dimostranti, infatti, la issarono e si riunirono sotto le camicie insanguinate di alcuni caduti. Nelle settimane successive molti lavoratori del Regno Unito issarono bandiere rosse in segno di solidarietà con i lavoratori di Merthyr Tydfil, inoltre quando la notizia dell'eccidio si sparse il simbolo fu prima adottato dai lavoratori tedeschi e poi utilizzata in Francia dagli oppositori repubblicani alla Monarchia di Luglio.
Socialisti e repubblicani radicali nella rivoluzione francese del 1848 adottarono la bandiera rossa come simbolo della loro causa, mentre i sostenitori della più moderata Seconda Repubblica francese, che era stata fondata durante la prima fase della rivoluzione, si riunirono attorno al tricolore. La bandiera rossa venne in seguito adottata dalla Comune di Parigi nel 1871 e divenne strettamente associata al socialismo.

In Russia la bandiera rossa venne ripresa dai moti popolari del 1905 e, dopo la Rivoluzione d'ottobre, la bandiera rossa con la falce e martello venne adottata come prima bandiera ufficiale del nuovo governo sovietico. Venne usata dai movimenti comunisti internazionali, e comunemente associata alla rivolta delle masse di matrice comunista-socialista. Di conseguenza, diversi giornali comunisti e socialisti hanno usato come nome La bandiera rossa (forse il più famoso è Die Rote Fahne, il giornale della Lega di Spartaco e successivamente del Partito Comunista di Germania).
Una delle immagini più famose della bandiera, la ritrae mentre viene issata sul tetto del Reichstag da soldati dell'Armata Rossa, alla fine della battaglia di Berlino durante la seconda guerra mondiale.

## Cultura

### Musica
La bandiera rossa ha ispirato più di una canzone.
- The Red Flag è il titolo di una canzone di protesta considerata l'inno semi-ufficiale del Partito laburista del Regno Unito e cantata al termine di ogni conferenza annuale.[19] È l'inno ufficiale del Partito Socialdemocratico e Laburista (SDLP) ed è cantata regolarmente alle sue assemblee, così come in occasione dell'annuale conferenza nazionale. È anche l'inno ufficiale del Partito laburista irlandese, anche in questo caso viene eseguita al termine della conferenze nazionali. Le parole della canzone furono scritte dall'irlandese Jim Connell nel 1889.[20] Consta di sei strofe, ciascuna seguita dal coro. Normalmente viene cantata sulle note di Lauriger Horatius, meglio conosciuto con il titolo del canto popolare tedesco O Tannenbaum, anche se Connell aveva immaginato il testo cantato al ritmo di un inno pro-giacobita composto da Robert Burns, "La Coccarda Bianca" (The White Cockade).[21]
- Bandiera rossa è il titolo di una tradizionale canzone popolare italiana, considerata l'inno della classe operaia del Paese. Canto popolare di tradizione orale, Bandiera rossa è formata da due diverse melodie di largo uso popolare sin dal XIX secolo già riscontrabili in un canto repubblicano della metà dell'800.[22] Il testo della canzone oggi nota fu scritto originariamente da Carlo Tuzzi nel 1908[23] ed ha subito negli anni diverse modifiche.
- Red Flag è il titolo di una canzone della band canadese Billy Talent

### Letteratura
- Pier Paolo Pasolini le ha dedicato una poesia[24].

## Galleria d'immagini

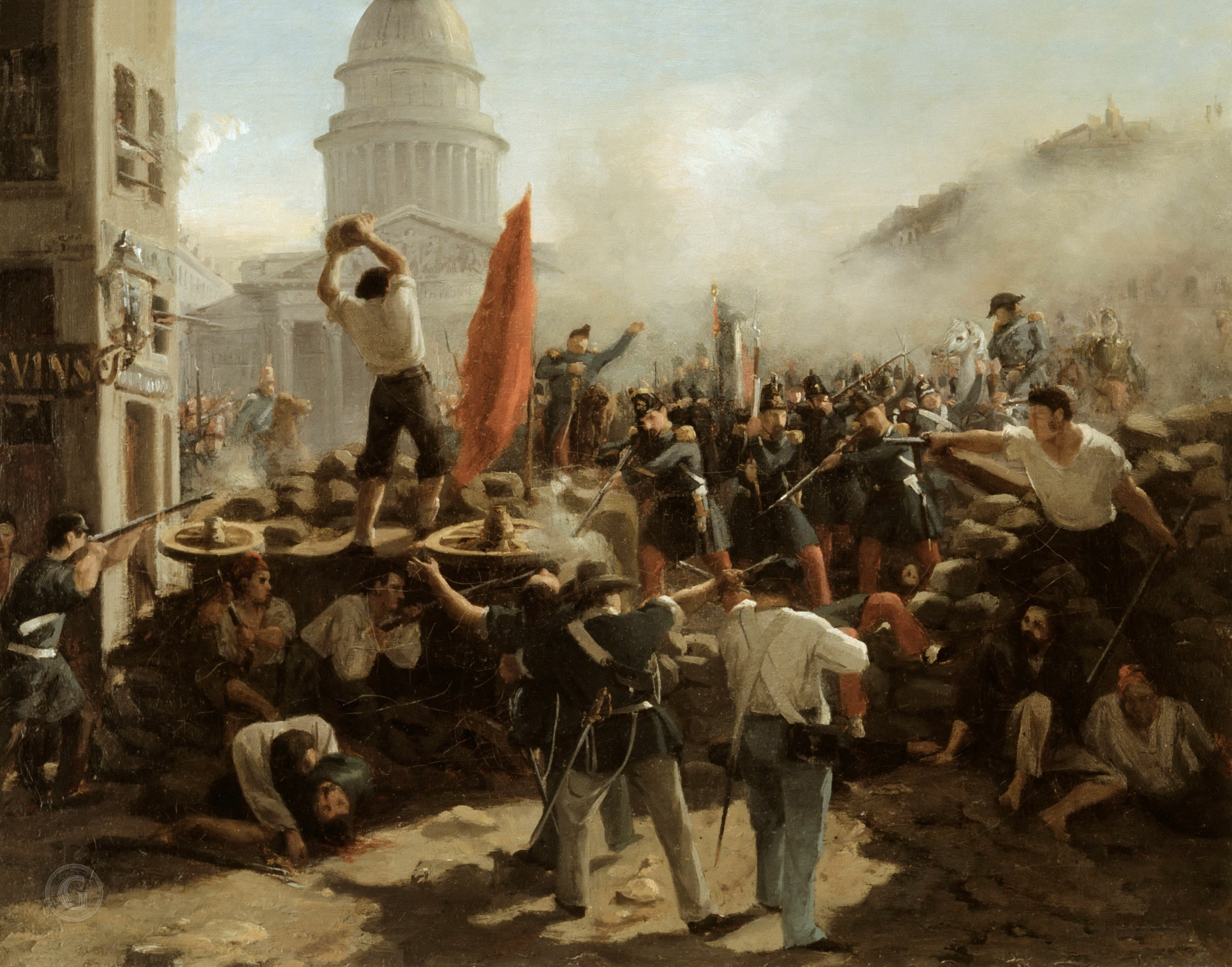
H.Vernet, Sulle barricate di Rue Soufflot, Parigi, 25 giugno 1848, 1849-1849. Si nota la bandiera rossa come simbolo dei moti rivoluzionari.
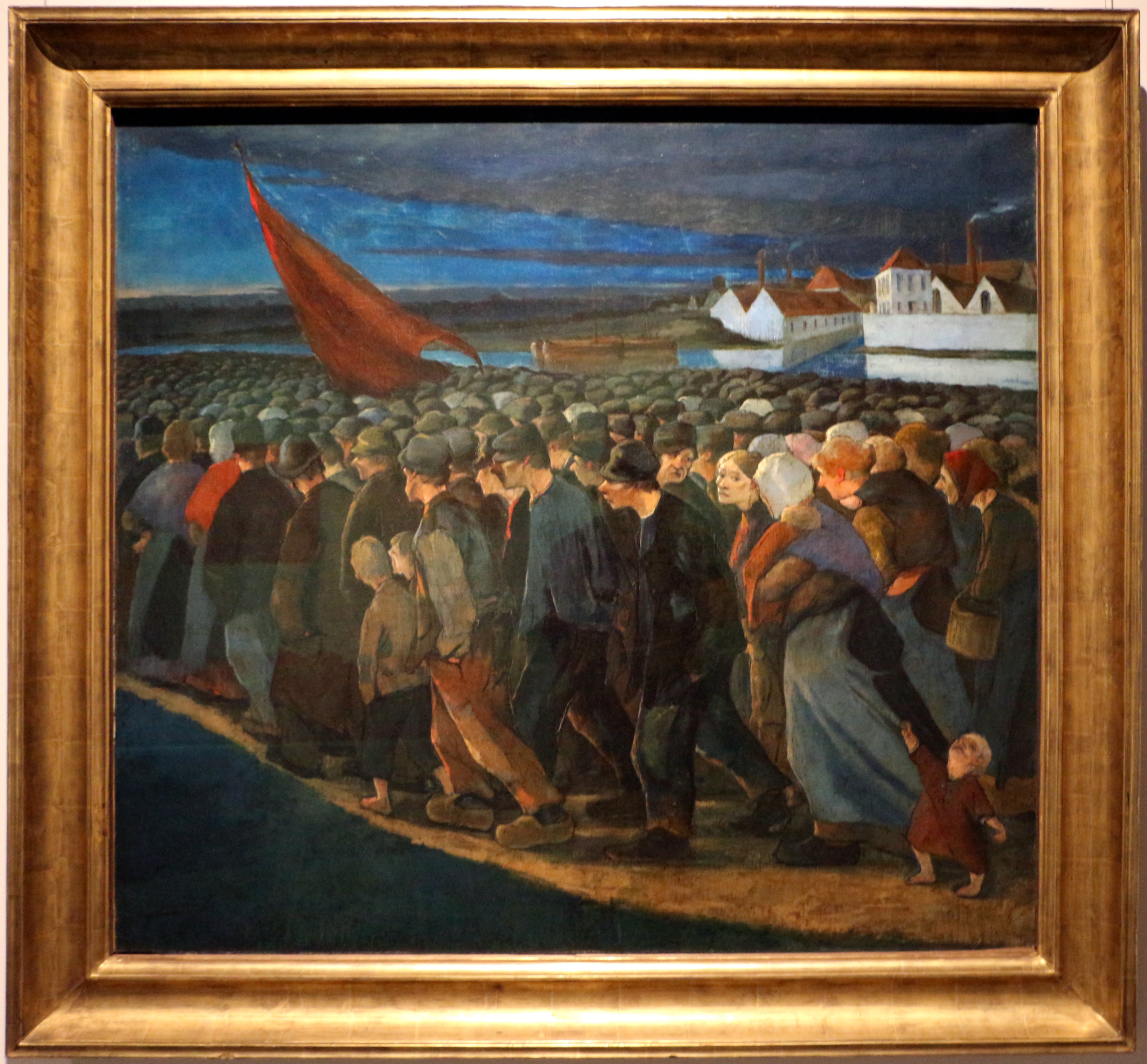
E. Laermans, "La sera dello sciopero, bandiera rossa", 1983. Nell'Ottocento, la bandiera rossa venne spesso associata a movimenti di protesta popolari ed operai, di matrice principalmente socialista e comunista.
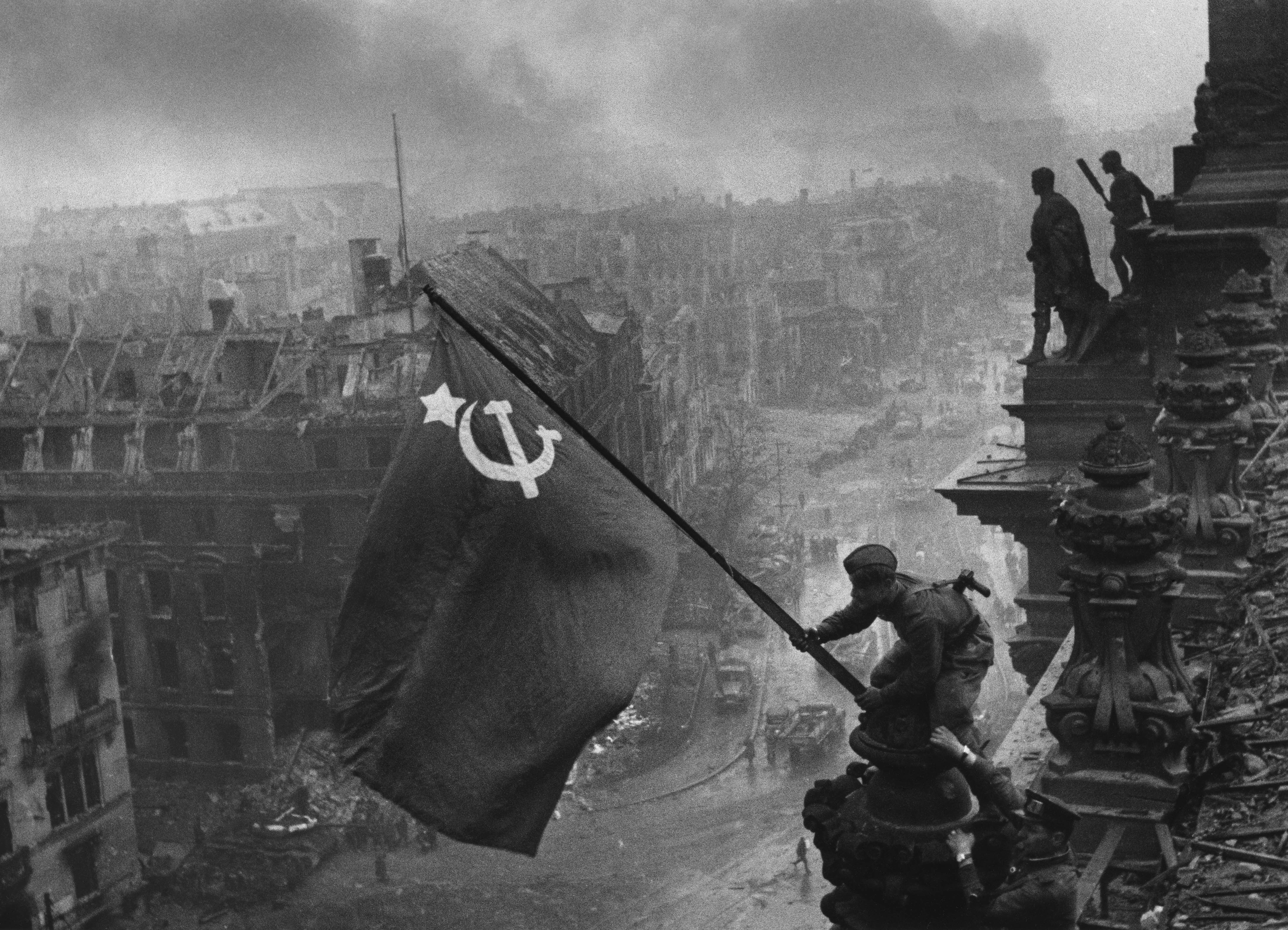
La bandiera rossa sventola sulle rovine del Reichstag il 2 maggio 1945.
Manifesto elettorale tedesco del 1919.
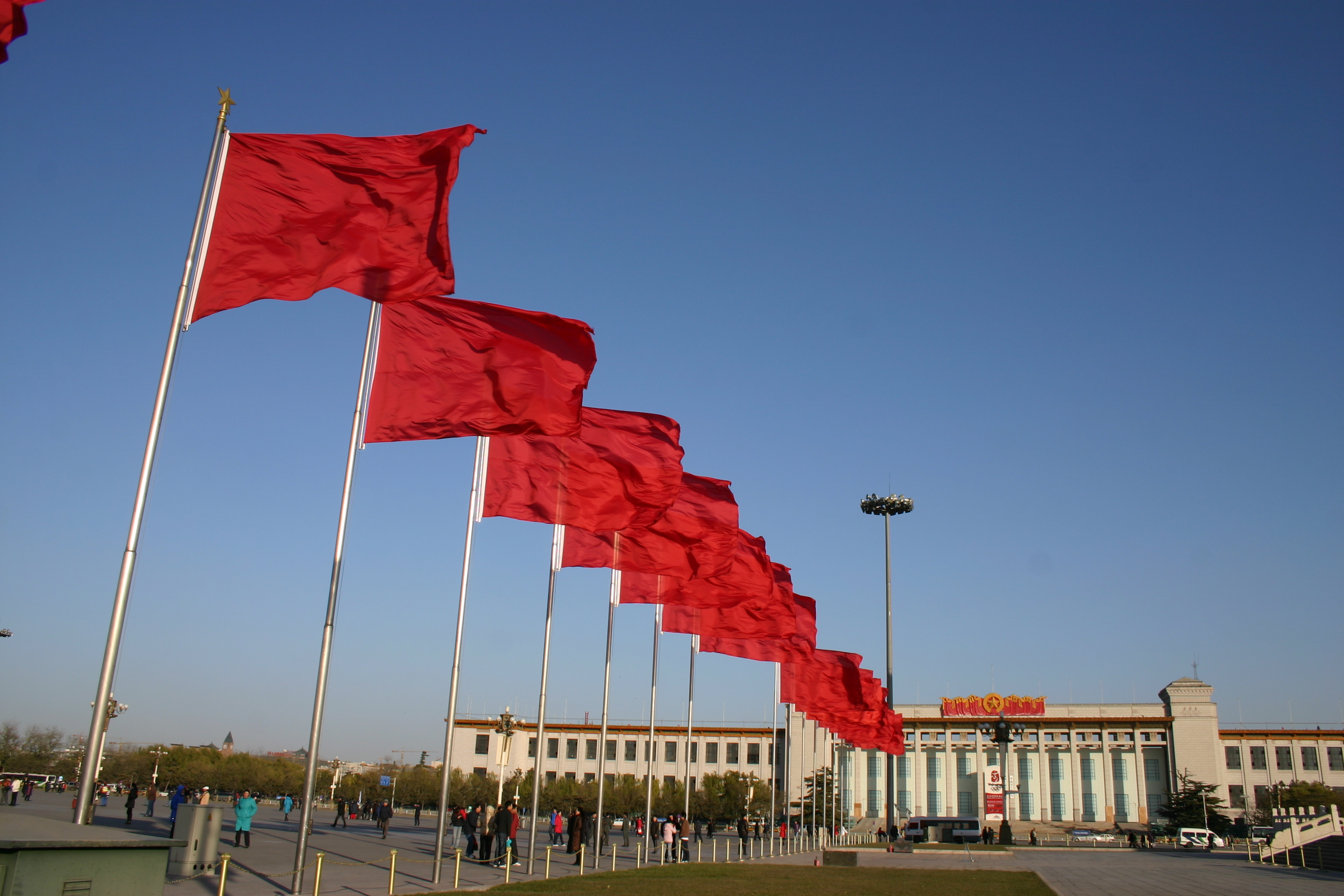
Bandiere rosse all'entrata del Museo nazionale della Cina a Pechino.